# Antoni Maria Alcover i Sureda
Antoni Maria Alcover i Sureda (2. februar 1862 i Santa Cirga ved Manacor - 8. januar 1932 i Palma de Mallorca) var en mallorcansk folklorist, sprogforsker og forkæmper for det catalanske sprog.

## Liv og virke
Han blev ordineret til præst i 1886.
I 1879 ændrede han i sit forfatterskab skriftsprog fra castillansk til catalansk. Under psevdonymet Jordi d'es Racó udgav han indsamlede stykker fra folkelitteraturen. 
Alcover rejste omkring for at indsamle sprogprøver på det han mente var varianter af catalansk. Han var forkæmper for det catalanske sprogs enhed og udgav ordbogen Diccionari Alcover-Moll, også kendt som Diccionari català-valencià-balear. Fra 1902 til 1936 drev han ordbogsprojektet Bolletí del Diccionari de la Llengua Catalana, et arbejde som blev videreført af Francesc de Borja Moll. I 1906 sammenkaldte han til den første catalanske sprogkongres, afholdt i Barcelona.
Alcover blev i 1911 valgt til formand for filologisk sektion i Institut d'Estudis Catalans.

## Eftermæle
Institució Pública Antoni M. Alcover er opkaldt efter ham og arbejder for at varetage hans indsats og fremme mallorcansk sprog og kultur.